# Făurei (okręg Neamț)
Făurei – wieś w Rumunii, w okręgu Neamț, w gminie Făurei. W 2011 roku liczyła 537 mieszkańców.